# 趙文藝
趙文藝（英語：Chao Wen-Yi，1916年10月19日—2014年1月1日），陝西省城固縣人，曾任立法委員、歷任臺灣師範大學、省立臺北師範專科學校、中國文化大學兒童福利研究所兼任教授，擁有文藝界老佛爺稱號之現代文學家與教育家。

## 生平經歷[3]
1919年出生於陝西省城固縣济川巷，一殷实医生家庭，其父赵子伦。其母亦识文断字。父母共养育二男三女，赵文艺排行为三。
先后在县立中学、汉中女子师范就读。抗战以来，北平之国立北平师范大学迁来城固，组建了联合大学，遂投考并畢業於国立西北联合大学教育系。其后在汉中女子师范学校任教。
二十五歲就開始寫作，推出了很多作品，屢獲獎項。畢業後一方面在青年團服務，一方面教書，後來選擇從政之路。所學為教育的她，一向關懷國內教育與文化建設，對教育有獨道之主張見解，也針對兒福問題投入心力。並對於現今初等教育制度及觀念表示見解；從政期間也擔任中国國民黨陝西省黨部婦女運動委員會委員兼秘書、三民主义青年團二全大會代表、陝西支團部組長等職務。
西元1949年，大陆变色，中华民国中央政府播遷台後，遞補中華民國第一屆西安市立法委员，继续求学并获得美国明尼苏达大学教育研究所碩士，擔任中华民国内政部儿童福利促进委员会委员、青少年儿童福利学会理事长等，並出席1957年罗马国际幼稚教育会议，1970年美国白宫儿童会议等。教育期間，任教於臺灣師範大學、省立臺北師範專科學校與中國文化大學兒童福利研究所兼任教授。
一生中撰寫過無數件文學作品，尤其以《萬里前塵》記述自己從1956年自日本、加拿大、美國、英國、法國、比利時、瑞士等歐洲各地的所見所聞，也曾獲頒嘉新文化基金會優良著作獎與、韓國小說家協會文學獎，為一名典範之文學與教育家。

## 代表作品
趙文藝撰寫過無數件文學作品與論文，其中以散文文學為主，以下為代表作品：
- 散文集：

《萬里前塵》、《天上人間已十年》、《雪地上的足跡》、《趙文藝自選集》、《成長的喜悅》、《文教淺談》、《寄我歸心》等。
- 論文：

《我國近廿年來女子高等教育發展之研究》、《白宫儿童会议之演变及其影响》等。

## 褒揚令
公布日：中華民國103年1月10日

馬英九總統令褒揚立法院前立法委員趙文藝，總統褒揚令全文為：
|                                                              | 總統令 立法院前立法委員趙文藝，慧性通敏，軒朗恬和。少歲失怙淬礪，自勉向學，卒業西北聯大師範學院。紅羊浩劫，蒿目時艱，響應政府號召，矢志匡持報國，躬歷政治軍事訓練，組織婦女慰勞團體；盡瘁敵後抗戰事宜，弘宣禦侮必勝決心，竭智殫精，弼成生聚。行憲後膺選第一屆立法委員，推展重大教育政策，完善兒少福利措施；倡議男女平權思維，導引社會正向力量，定制成法，務實周達；遠識嘉猷，讜言肅政。嗣赴美國明尼蘇達大學教育研究所進修，博學洽聞，饒富著作；公餘執教上庠，門牆桃李，碩彥揚芬。復長期悉力國際事務，加強中美文經交流；參與臺韓作家會議，豐厚多元文化平台，蜚英騰茂，睦誼弘邦。曾任國際社會福利學會中國委員會委員、中華民國青少年兒童福利學會理事長暨知名大學顧問等職。綜其生平，淑世惠民，貞固見其深衷；聲施閎論，議壇成其懋績，懿行雅化，遺緒流詠；崇勛盛譽，矩範昭垂。遽聞上壽捐館，軫懷良殷，應予明令褒揚，用示政府篤念芳賢之至意。 |
| —— 總 統 马英九 立法院院長 王金平 中華民國一百零三年一月十日 | |

## 家庭
其夫婿張振蟄早年任职中华民国总统府，1949年迁台后追随于右任院長多年，为其机要秘书直至右老辞世才转任监察院專門委員。
女：张立礼， 1969年去美，现为美国加州东洛杉矶社区大学教授，洛杉矶加州立大学东亚研究博士，国立台湾大学外文系学士。
赵文艺是城固县首位女性大学生，在西安市递补陳建晨当选立法委员。